# AGM-88 HARM
O AGM-88 HARM (high-speed antiradiation missile) é um míssil anti-superfície supersónco, destinado à busca e destruição de sistemas de defesa anti-aérea inimigos. Desenvolvido e construído inicialmente pela Texas Instruments, para substituir no dispositivo bélico Norte-Americano o AGM-45 Shrike e AGM-78 Standard, é actualmente fabricado pela Raytheon.

## Desenvolvimento, produção e utilizadores
Desenvolvido pela Texas Instruments desde Maio de 1974, foram produzidos nove exemplares entre 1975 e 1976, os quais foram disparados / testados por F-4 Phantom, A-6 Intruder e A-7 Corsair II da Marinha Americana e também F-4G Wild Weasel da Força Aérea. A fase de pesquisa e desenvolvimento prolongou-se até Março de 1983 quando finalmente foi aprovada a sua produção. Estava planeada uma produção de 14,000 unidades para a US Navy e USAF, 1,000 para a Alemanha o primeiro dos quais foi entregue em Maio de 1987. Até 1990 tinham sido entregues 10,000 exemplares do total das encomendas. Entretanto em Fevereiro de 1989 foram encomendados mais 2,449 mísseis, 1,319 para a US Navy, 950 para a USAF e 180 para a Alemanha. Em 2000 a Espanha encomendou 200 exemplares para usar nos seu aviões EF-18 Hornet.

## Descrição genérica
É um míssil considerado pelos seus detractores, como demasiado caro, mas com uma aplicação eficaz e bastante ampla, contra alvos terrestres ou navais, desde que emitam ondas radar. Possui vários modos de lançamento como:
- Contra alvos previamente seleccionados a longa distância;
- Lançado sem qualquer alvo adquirido, esperando que o dispositivo de busca localize um alvo de oportunidade:
- Como míssil auto defensivo em conjunto com uma aeronave de contra medidas electrónicas de apoio (ESM).

Dotado de auto piloto acoplado a um sistema de navegação inercial e um processador digital que actua em conjunto com o do avião lançador, rastreia possíveis alvos num espectro de frequências bastante amplo, entre 0,5 e 20 GHz.
Destinado a substituir os AGM-45 Shrike e AGM-78 Standard dos quais evoluiu, têm sido utilizado paralelamente a estes, devido ao seu elevado preço de aquisição, US$ 316 856 dólares dos Estados Unidos, que os tornam demasiado valiosos para serem empregues em conflitos de menor intensidade/importância.

## Variantes
- AGM-88A - Versão inicial
- AGM-88B - Actualização da versão anterior (software)
- AGM-88C - Actualização da versão anterior (software)
- AGM-88C - Parceria entre a Itália e os Estados Unidos, para o desenvolvimento de uma versão avançada (AARGM)[nota 1] com custos controlados, a ser produzido e desenvolvido pela ATK e que tinha uma expectativa de conseguir capacidade operacional durante o ano de 2010.[6]